# Omø-Agersø Kommune
 Ikke at forveksle med Agersø-Omø Pastorat.
Omø-Agersø Kommune var en kommune i Vester Flakkebjerg Herred i Sorø Amt.

## Administrativ historik
Kommunen blev dannet efter forordningen om oprettelse af et landkommunalvæsen blev vedtaget den 13. august 1841, og trådte i kraft 1. januar 1842. Den eksisterede frem til en deling i 1859, hvor Omø Kommune og Agersø Kommune blev selvstændige.

## Geografi
Kommunen havde et samlet areal på 12,86 km². Kommunen bestod primært af øerne Agersø på 7,27 km² og Omø på 4,21 km² Øen Egholm på 1,38 km², der i dag er landfast med Agersø, var ligeledes en del af kommunen.

## Reference
1. ↑  Kongeriget Danmark / 3. Udgave 2. Bind : Frederiksborg, Kjøbenhavns, Holbæk, Sorø og Præstø Amter / 726 og 727, J.P. Trap (1898-1906).